# 항봉무녀
『항봉무녀 ~항문을 기르는 순결한 자매~(肛奉巫女 ~純潔ノ肛育姉妹~)』는 2007년 2월 16일에 아일(アイル)이 발매한 Windows 98, Windows Me, Windows 2000, Windows XP, Windows Vista용 에로게다. 매체는 DVD-ROM으로, BGM은 합계 10곡이다. 미소녀 게임 어워드 2007 「페티계 작품상(フェチ系作品賞)」수상 작품이다.

## 스토리
이 작품의 무대가 되는 마을에서는 과거 낙오 무사 집단에 의한 습격으로부터 지켜낸 숲신(森神, 모리카미)을 위해 이후 매년 개최하고 있는 항봉제에서 항봉무당을 봉납하는 것이 관습으로 정착되어 있었다. 그리고 올해도 개최되는 항봉제를 앞두고 숲신의 심부름꾼으로 16년 전에 봉납된 제284대 항봉무당 구우가 마을로 돌아와 항봉무당을 육성하는 임무를 맡은 주인공에게 숲신의 말씀을 고했다. 숲신의 말씀은 이번에는 주인공이 원하는 대로 항봉무당을 교육해 보라는 것이었다.그래서 주인공은 항봉제를 향해 직접 고른 훈련을 항봉무당에게 베풀어 나간다.

## 등장인물
하루카(ハルカ)
히나의 언니. 숲신(森神)에게 자신의 항문을 바치는 것이 정해져 있는 항봉무녀.
히나(ヒナ)
하루카의 여동생. 하루카의 몸에 무슨 일이 생겼을 때를 위한 예비 항봉무녀.
쿠우(クウ)
숲신의 심부름으로 마을에 돌아온 제 284대 항봉무녀.

## 작중 용어
항봉무녀(肛奉巫女, こうほうみこ）
숲신에게 항문을 바치기 위해 본 작품의 무대가 되는 마을로, 숲신이 나타난 이래 양성되고 있는 무녀. 숲신을 위해 처녀 상태를 유지하는 것을 요구되고, 가급적 아름다운 처녀가 선택되어 항문 확장을 포함한 다양한 훈련을 받고 있어, 인간의 팔 정도라면 집어넣을 수 있을 정도의 항문을 유지하고 있다. 그녀들은 매년 항봉제 때 한 사람씩 숲신에게 봉헌된다. 또한 항봉제 때 봉납할 수 없는 사태가 발생하지 않도록 예비 항봉무녀도 함께 육성되고 있다.
숲신(森神, もりがみ）
본작의 무대가 되는 마을이 무사의 집단에 의해 습격당했을 때 마을의 지킴이로서 모셔져 있는 존재. 처녀의 항문(항문성교와 유사한 성행위 외에, 항봉무녀의 배변을 이용한 스카톨로지 등도 포함)을 즐기는 것을 기쁨으로 하고 있다.